# Ordine di Zulfikar
L'Ordine di Zulfikar (o Ordine di Zulfiqar o Ordine di Zolfaghar, trad. Ordine della Spada di Alì) fu un ordine cavalleresco dell'Impero Persiano e dal 2019 è un'onorificenza dello Stato iraniano.

## Storia

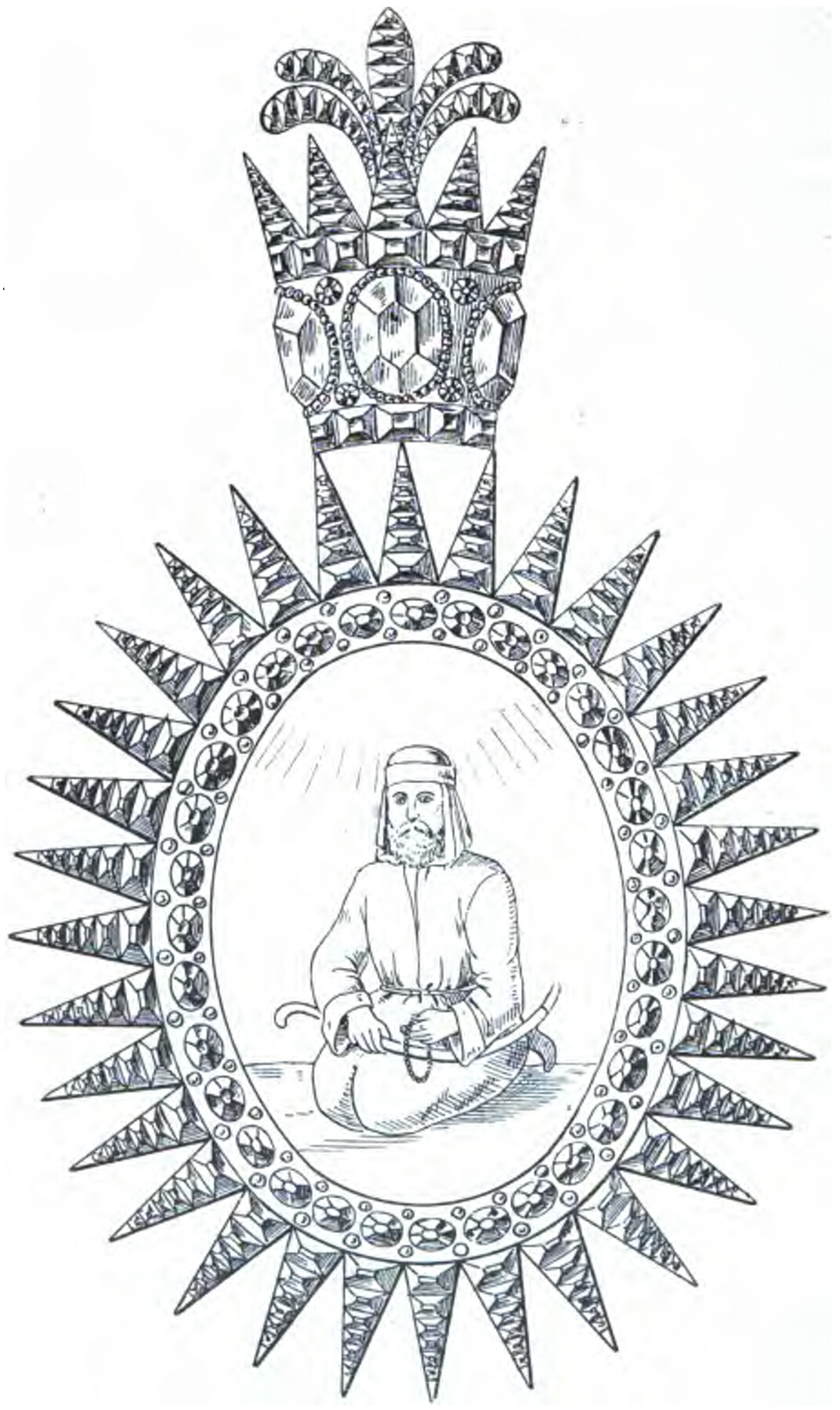
La medaglia di Alì, il prototipo dell'onorificenza

Il prototipo dell'onorificenza può essere considerato una medaglia con l'immagine di Alì, il "capo dei fedeli" islamico, istituito nel 1856 dallo scià di Persia Naser al-Din Shah Qajar in ricordo della caduta di Herat ed esso aveva perlopiù un valore simbolico che di vera e propria ricompensa militare in forma di ordine cavalleresco.
Fu invece Reza Khan Pahlavi, all'epoca ministro della guerra e de facto dittatore dell'Impero persiano, a istituirlo come ordine cavalleresco l'11 agosto 1922 con l'intento di andare a premiare i militari che si fossero distinti nel loro operato sul campo di battaglia, il che lo rendeva particolarmente esclusivo in quanto solo lo scià e un ristretto gruppo di generali avevano diritto a portarlo. La data di istituzione ufficiale dell'ordine, ad ogni modo, è considerata il 10 aprile 1925, cioè quando Ahmad Shah approvò lo statuto dell'onorificenza. L'ordine si rifaceva al nome di Zulfikar, la spada che era appartenuta a suo tempo al profeta Maometto e che successivamente venne consegnata a suo genero, il califfo Alì.
Dopo la rivoluzione islamica del 1979, insieme ad altre onorificenze dello scià, l'Ordine di Zulfikar venne abolito. Tuttavia, nel 1990, il governo della repubblica islamica dell'Iran istituì una medaglia detta "di Zulfikar", pur senza ripristinare l'onorificenza che invece è stata riportata in auge nel 2019 per merito del presidente Ali Khamenei che assegnò la prima decorazione al maggiore generale Qasem Suleimani e rivitalizzò l'onorificenza come premio ai soldati dell'esercito iraniano distintisi nel loro operato, ma con molte meno restrizioni rispetto al passato.

## Insegne

### Impero persiano
- La medaglia dell'ordine consisteva in una stella a cinque punte smaltata di bianco e bordata di rosso, con piccole sfere alle estremità delle punte, dietro le quali si trovavano quattro spade incrociate. Al centro della medaglia si trovava un medaglione a smalti colorati col ritratto del califfo Alì sul diritto, mentre sul rovescio il medaglione era rosso bordato d'oro con la descrizione dell'ordine.
- La stella dell'ordine, destinata alla I classe, era in argento con otto punte raggianti, i cui raggi erano ricoperti di diamanti. Su di essa si trovava un medaglione centrale a smalti colorati col ritratto del califfo Alì.
- Il nastro era nero con due strisce azzurre.

### Repubblica iraniana

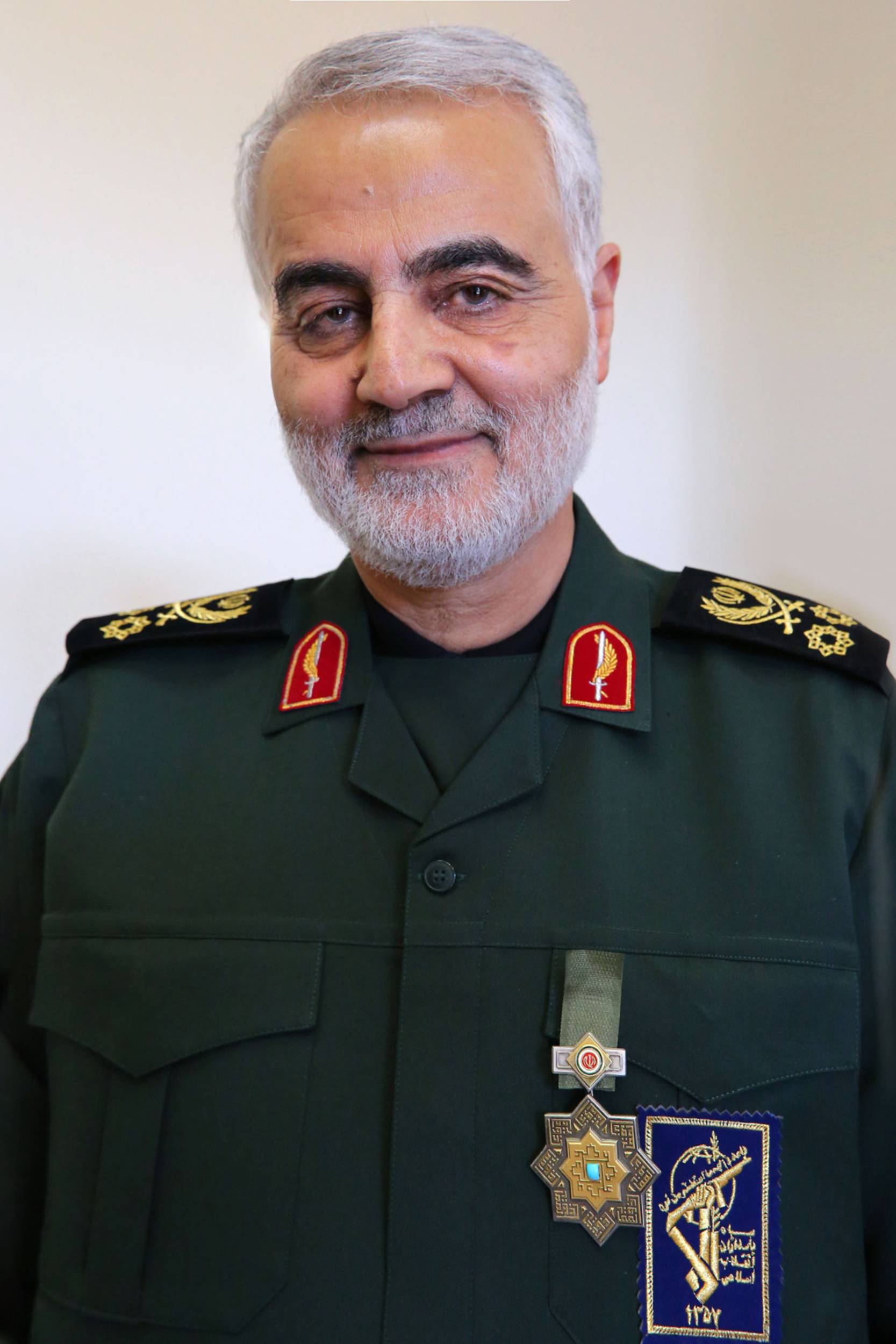
Il generale Qasem Soleimani con la medaglia dell'Ordine di Zulfikar appuntata sul petto

- La medaglia dell'ordine consiste in una stella ottagonale d'argento con al centro un'altra stella ottagonale d'oro e un turchese ovale al centro. Le braccia della stella hanno delle decorazioni dorate.
- Il nastro è completamente verde.

## Classi

### Impero persiano
| Medaglie  |           |                 |
|           |           |                 |
| Nastri    |           |                 |
| Cavaliere | Ufficiale | Grand'Ufficiale |

### Repubblica iraniana
| Medaglie  |           |                 |
|           |           |                 |
| Nastri    |           |                 |
| Cavaliere | Ufficiale | Grand'Ufficiale |

## Insigniti notabili

### Impero persiano
- Ahmad Amir-Ahmadi
- Amir Abdollah Tahmasebi
- Karim Buzarjomehri
- Fazlollah Zahedi

### Repubblica iraniana
- Qasem Soleimani[1]